# 中島信
中島 信（なかじま まこと、1956年10月31日 - ）は日本の歯科医師、鉄道評論家。
歯科医院を経営する傍ら鉄道分野の造詣が深く、関連書籍の出版、テレビ・ラジオ出演等幅広く活動を行っている。

## 略歴
1983年日本歯科大学卒業。1997年東京都江戸川区に医療法人社団皓信会 矢口歯科医院開業。2010年千早書房より『日本のロープウェイ・ゴンドラ全ガイド』出版。2017年扶桑社より『絶景! 日本全国ロープウェイ・ゴンドラ コンプリートガイド』出版。

## 鉄道文化人としての活動
普段は歯科医師として自ら経営する歯科医院の業務に携わっているが、休日になると全国の鉄道を乗り歩き、得た成果をテレビ・ラジオ等にて発表・報告を続けている。鉄道趣味が高じ、2000年過ぎごろから鉄道評論家としてテレビ・ラジオ出演、著述活動等を行うようになった。
鉄道とのなれそめはSLブーム全盛前の小学生ごろ。大学生時代に貧乏旅行で全国の8割以上の路線を乗り歩いた。以来継続して全国の鉄道に乗り続けている。路面電車やケーブルカー、ロープウェイなど鉄道以外の路線も乗り歩くようになり、2010年、2017年にはそれらを総括した書籍を刊行したこともあるなど、多方面で活動を行っている。

## テレビ出演
- テレビ東京「TVチャンピオン　新幹線王選手権」に出場、準優勝 2004年3月25日 [5]
- 朝日放送 おはようコールABC ロープウェイの魅力 2011年5月13日[6]
- TBS ランク王国 秋のおすすめロープウェイ 2012年10月6日[7]
- TBS マツコの知らない世界 ロープウェイの世界 2018年11月6日[8]

## ラジオ出演
- NHKラジオ第1放送 世の中面白研究所 ロープウェイを極める 2011年6月6日[9]
- TOKYO FM Blue Ocean 2011年7月13日[10]
- J-WAVE CURIOUS PEOPLE 2011年8月2日[11]
- 文化放送 くにまるジャパン おもしろ人間国宝 2013年1月31日[12]
- TOKYO FM ピートのふしぎなガレージ 第156話 2016年4月2日[13]

## 雑誌・新聞
- 読売新聞 男のロマン鉄道全線制覇 2004年5月4日付
- 日経流通新聞 索道の探索 2011年4月18日付
- 日経新聞 紅葉が楽しめるロープウェイ 2010年9月18日付

## 著書
- 『日本のロープウェイ・ゴンドラ全ガイド』千早書房 2010年 ISBN 978-4-88492-444-7
- 『絶景! 日本全国ロープウェイ・ゴンドラ コンプリートガイド』扶桑社 ISBN 978-4-594-07781-5